# Henri-Yves Jacquin
Henri-Yves Jacquin, né en 1934, est un artiste peintre et dessinateur français

## Biographie
Élève du Lycée Dupuy-de-Lôme à Lorient de 1945 à 1952, il y fait sa philo en 1951 et y deviendra professeur d'arts plastiques, ainsi qu'aux beaux-arts de Lorient. Amoureux de la mer, ancien plongeur apnéiste il occupe son temps à dessiner bateaux et paysages marins. Il reçut des commandes du Musée de la Compagnie des Indes de Lorient, des Chantiers et Ateliers de la Perrière.
C'est pendant son service militaire, en 1961 qu'il exécute à la demande du bibliothécaire de la ville de Lorient, monsieur André Garrigues, la fresque qui orne aujourd'hui la salle de lecture des archives municipales.

## Œuvres référencées
- Musée de la Compagnie des Indes à Lorient : Port de Lorient en 1690 aquarelle XXe siècle
- Musée de la Tour Davis:20.000lieues sous les mers à la tour Davis[1]
- Chantiers et ateliers de la Perrière
- Archives municipales de Lorient: salle de lecture  Planisphère et l'autre partie représente les activités humaines et les découvertes dans un style pictural cubiste. Cette fresque était lors de sa commande en 1961 dans la toute nouvelle bibliothèque des jeunes[2].

### Illustrations
- Antigone de la légende au mythe de Sophocle à Anouilh, catalogue de l'exposition, 1988, texte de Nadia Guillemot, illustrations de Henri-Yves Jacquin.

## Salons, expositions
- 1er octobre au 15 novembre 1988 à la Bibliothèque municipale de Lorient : Antigone de la légende au mythe, de Sophocle à Anouilh
- Juin 1998 : avenue Kesler-Devillers à Lorient : Exposition des épaves gisant au fond de la mer entre Lorient et Groix, une trentaine de dessins, en noir et blanc, gouache et aquarelle[3].

## Élèves
- Pierrette Lenormand[4]